# 顿巴斯战役 (2022年)
顿巴斯战役為2022年俄乌战争中乌克兰东部攻势的一部分。于2022年4月18日打响。该战役被认为是2022年俄乌战争的第二阶段的开始，该战役双方部署的兵力已达到了第二次世界大战时期战役的规模，战略重要性也被类比为像决定苏德战争命运的库尔斯克会战一样将决定着俄乌战争的最终走向。
这场战役开始于俄军发动的基辅攻势受挫，未能实现占领乌克兰首都基辅的战略目标之后。俄军在此战役开始阶段在顿巴斯区域集中了数倍于乌克兰的火炮和人力，相继于4月到7月中攻陷了伊久姆，魯比日內，波帕斯納，北頓涅茨克，利西昌斯克等地，一度占领卢甘斯克州全境。然而随后俄军的攻势在乌军于錫韋爾斯克，索萊達爾和巴赫穆特的防线陷入停顿。曾参与策动克里米亚危机的俄国特工，聯邦安全局中校斯特列尔科夫认为：乌俄战争在7月初俄军此区域的攻势受挫，乌方引入美制海马斯火箭炮对俄方后勤节点进行精确打击抵消俄方炮火优势后双方进入了“争夺战场主动权的阶段”。而至2022年9月间，乌军发动哈尔科夫反攻收复库皮扬斯克-伊久姆并随即收复利曼，代表着俄军输掉了“战场主动权之战”，而乌军则获得了选择于俄军薄弱环节与其交战的主动权。

## 背景
自2014年以来，顿巴斯地区一直是俄罗斯支持的自称顿涅茨克人民共和国和卢甘斯克人民共和国的分离主义者与乌克兰武装部队在顿巴斯战争中长期交战的地方。2014年至2021年末，这场战争夺走了10000多名战斗人员（包括乌克兰士兵、俄罗斯士兵和分离主义战斗人员）以及3095名平民的生命。

### 战前形势

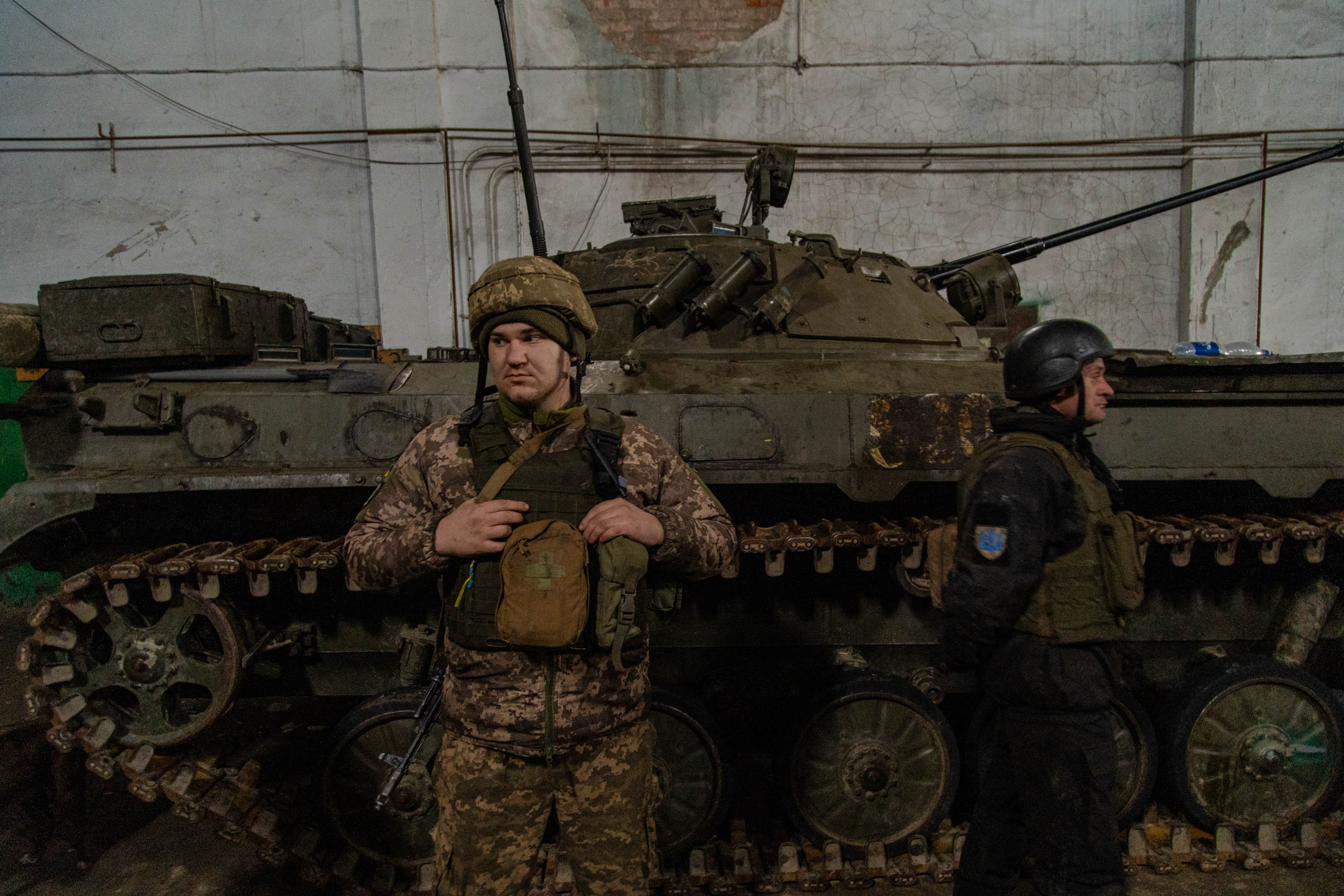
2022年2月19日，乌克兰士兵守卫新卢汉斯凯的一个军事基地

2022年2月，在“接触线”火线沿线局势加剧后，顿涅茨克人民共和国和卢甘斯克人民共和国开始了大规模疏散和总动员，自2014年以来，前线基本保持静止。2022年2月21日，俄罗斯正式承认顿涅茨克人民共和国和卢甘斯克人民共和国为主权国家。
2022年2月24日，俄罗斯武装部队、顿涅茨克人民军和卢甘斯克人民军在包括顿巴斯在内的多条战线上对乌克兰领土发动了全面入侵。在顿巴斯以北，俄罗斯和效忠者部队开始在哈尔科夫战役以及其他许多旨在占领乌克兰主要城镇的小型战役中作战。在顿巴斯南部，马里乌波尔围城战开始，最终导致25000多名平民死亡，95%的城市被毁。2月24日至4月18日期间，俄罗斯军队在接触线上没有进行太多活动，只对乌克兰军事设施发动了小规模侦察和炮击。3月11日，据称俄罗斯坦克炮击了克雷明纳的一家养老院，造成56名平民死亡，人数不详的居民受伤。 据乌克兰当局称，另有15名平民被俄罗斯士兵绑架，并被带到卢甘斯克州的分离主义领土。
3月25日，俄罗斯官员宣布，在乌克兰的“特别军事行动”第一阶段已经完成。2022年3月29日，他们宣布打算缩减在首都基辅周围地区的军事行动。这实际上结束了俄罗斯在乌克兰北部的行动。 俄罗斯军方官员宣布，乌克兰海军和空军已被摧毁。他们还表示，亲俄分离主义分子分别控制了顿涅茨克州和卢甘斯克州54%和93%的地区。 俄罗斯军队于2022年4月6日完成了从北方的战术撤出。 随着乌克兰军队夺回之前被占领的领土，包括布查大屠杀在内的俄罗斯战争罪行的证据被发现。
4月8日，据称俄罗斯军队对克拉马托尔斯克火车站发动了袭击。这次袭击造成59名平民死亡，其中包括7名儿童，另有114人受伤。 乌克兰和西方官员将此次袭击描述为俄罗斯的又一次战争罪行，而俄罗斯国防部否认了这些指控，反而声称此次袭击是乌克兰军队的假旗行动，辩称使用的OTR-21“圆点”战术弹道导弹不是俄罗斯武器库的一部分，而是乌克兰武器库的组成部分。

## 战役过程

### 2022年4月

#### 18日
俄罗斯军队在乌克兰东部顿巴斯地区发动大规模进攻，顿巴斯战役开始打响.俄罗斯空军在18日晚间袭击了60个乌克兰的军事基地，俄罗斯军队在同日占领了位于顿涅茨克城市克拉馬托爾斯克东北方向50公里的克雷明纳镇。

#### 19日
乌克兰军方宣称在顿巴斯地区击退了俄罗斯军队的3次进攻，并且收复了顿涅茨克地区的馬林卡镇。

#### 20日
俄乌双方军队在魯比日內，伊久姆，波帕斯納等城市内爆发激烈的战斗。俄罗斯军队占领了鲁比日内的市中心，波帕斯纳市的居民区和伊久姆的部分地区。俄罗斯国防部称在夜间打击了1053个乌克兰军事设施。摧毁了乌克兰106个炮兵发射阵地和击落了6架乌克兰无人机。乌克兰方面称击落了俄罗斯四架无人机。

#### 21日
双方军队继续在鲁比日内、伊久姆、波帕斯纳等地区交战，乌克兰方面称俄罗斯占领了顿涅茨克地区42座村庄。乌克兰军方声称在21日的一场战斗中击毙200名俄罗斯士兵并摧毁了俄军众多军事装备。

#### 22日
俄罗斯军队继续在鲁比日内、伊久姆、波帕斯纳等地区发动进攻，并占领了伊久姆以东的一个城镇，
俄军宣布，其在乌克兰的“第二阶段军事行动”战略目标为控制顿巴斯地区和乌克兰南部，并开辟一条前往德涅斯特河沿岸地区的走廊。

### 5月

#### 8日
卢甘斯克州州长谢尔盖·盖达伊证实乌克兰军队已弃守波帕斯納并撤往后方防线，俄军同日占领波帕斯纳。

#### 12日
驻扎在利西昌斯克的乌军指挥官表示俄军已经占领了魯比日內。

#### 13日
俄罗斯军队在强渡北顿涅茨河时遭遇乌克兰炮火袭击，损失大量士兵和军事装备。

#### 24日
驻守斯維特洛達爾斯克和米羅尼夫斯基的乌军为避免被包围主动撤出，俄军随后进驻两地。

#### 26日
经过为期三天的战斗，乌克兰军队退出利曼，俄军完全控制该市。

#### 31日
俄军攻入北顿涅茨克城区，并逼近北顿涅茨克市中心，乌克兰守军与俄罗斯军队在北顿涅茨克城内开展巷战。

### 6月

#### 23日
俄军完全包围佐洛特和希爾斯凱的乌克兰守军，随后占领两地。

#### 24日
乌克兰当局下令其军队撤出北顿涅茨克，次日俄军完全控制该市。

### 7月

#### 3日
乌克兰军方承认其在卢甘斯克州的最后一座要市利西昌斯克已失守，同日俄罗斯国防部宣布已完全控制卢甘斯克州全境。